# دائه گوانگ هیون
دائه گوانگ هیون(دوران حکومت ۹۲۷–۹۳۵) ولیعهد و پسر دائه اینسون آخرین پادشاه بالهائه بود که پس از سقوط بالهائه بدست سلسله لیائو توانست بالهائه بعدی را در سال ۹۲۷ تاسیس کند وی در سال ۹۳۵ با پناهندگان بالهائه وارد گوریو شد.

## زندگینامه
دائه گوانگ هیون احتمالاً اولین پسر پادشاه دائه اینسون و آخرین ولیعهد بالهائه بود.
پس از چندین ماه سرکوب بالهائه، ارتش سلسله لیائو به رهبری خیتان از میان بالهائه عبور کرد و به شانگجینگ لونگ کوانفو (سانگ گیونگ)، پایتخت رسید. آخرین پادشاه بالهائه به نیروهای لیائو تسلیم شد و پایتخت به تصرف درآمد. پادشاه اسیر شد، اما ولیعهد موفق شد ارتشی جمع کند و به گوریو بگریزد به امید جمع آوری نیرو برای انتقام شکست تحقیرآمیز و سقوط سلسله خود. دائه گوانگ هیون با هموطنان خود بالهائه در ماه اول سال ۹۳۷، هفدهمین سال سلطنت پادشاه تائجو، وارد شد. او به گرمی مورد استقبال قرار گرفت و توسط تائجو در خانواده حاکم گوریو گنجانده شد و باعث اتحاد دو ایالت جانشین گوگوریو شد.
او حداقل یک پسر به نام دائه دو سو داشت که بعداً گوریو را در نبرد قلعه آنیونگ در برابر سلسله لیائو به پیروزی رساند. او همچنین اجداد قبیله هیوپ گیه و یئونگسون تائه و خانواده میریانگ دائه بود که اکثر اعضای آن در حال حاضر در کره جنوبی زندگی می کنند.